# باسل الرواحی
باسل الرواحی (عربی: باسل عبدالله أحمد الرواحي؛ زادهٔ ۲۵ سپتامبر ۱۹۹۳) بازیکن فوتبال اهل عمان است.
از باشگاه‌هایی که در آن بازی کرده‌است می‌توان به باشگاه ورزشی فنجاء اشاره کرد.
وی همچنین در تیم‌های ملی فوتبال زیر ۲۳ سال عمان و عمان بازی کرده‌است.